# Monte (Murtosa)
Pour les articles homonymes, voir Monte.
Monte est une paroisse civile portugaise (en portugais : freguesia) de la municipalité de Murtosa dans le district d'Aveiro.

## Géographie
Monte est limitrophe de la paroisse de Murtosa au sud, de Bunheiro au nord et de Beduído e Veiros à l'est.

## Démographie
Lors du recensement de 2021, Monte compte 1 568 habitants.